# Culoarea ochilor

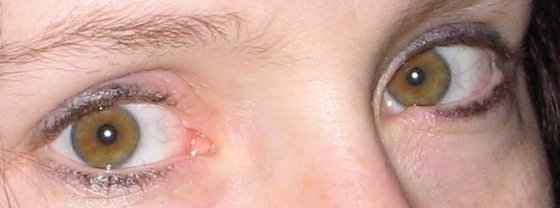
Ochi „de chihlimbar”

Culoarea ochilor este un caracter poligenic și este determinat îndeosebi de cantitatea și de tipul de pigmenți prezenți în irisul ochiului.

Repartiția populației cu ochi albaștri și verzi în Europa și în bazinul mediteranean

Oamenii și animalele prezintă numeroase variații fenotipice relative la culoarea ochilor.
| Populație cu ochi albaștri | Populație cu ochi albaștri | Populație cu ochi albaștri | Populație cu ochi albaștri | Populație cu ochi albaștri |
| -------------------------- | -------------------------- | -------------------------- | -------------------------- | -------------------------- |
| Țara                       |                            |                            | Procentul populației       |                            |
| Scoția                     | Scoția                     |                            | 57%                        | 57%                        |
| Irlanda                    | Irlanda                    |                            | 50%                        | 50%                        |
| Anglia                     | Anglia                     |                            | 48%                        | 48%                        |
| Țara Galilor               | Țara Galilor               |                            | 45%                        | 45%                        |
| Belgia (Adulți)            | Belgia (Adulți)            |                            | 28.9%                      | 28.9%                      |
| Franța (Adulți)            | Franța (Adulți)            |                            | 20.2%                      | 20.2%                      |
| Statele Unite              | Statele Unite              |                            | 16.6%                      | 16.6%                      |
| Spania                     | Spania                     |                            | 16.3%                      | 16.3%                      |
| Algeria (Adulți)           | Algeria (Adulți)           |                            | 2.6%                       | 2.6%                       |
| Maroc (Adulți)             | Maroc (Adulți)             |                            | 2.1%                       | 2.1%                       |
| Tunisia (Adulți)           | Tunisia (Adulți)           |                            | 1.2%                       | 1.2%                       |
| surse oficiale:            |                            |                            |                            |                            |

La oameni, aceste variații de culoare sunt datorate proporției variabile de eumelanină produsă de melanocitele din iris. Culorile sclipitoare ale ochilor unor numeroase specii de păsări sunt în general determinate de alți pigmenți, precum sunt pteridinele, purinele și carotenoidele.
Trei elemente principale din interiorul irisului contribuie la culoarea sa: conținutul în melanină a epiteliului pigmentar al irisului, conținutul în melanină al stromei irisului și densitatea celulară a stromei irisului. În ochii de orice culoare, epiteliul pigmentar al irisului conține pigmentul negru denumit eumelanină. Densitatea celulară din interiorul stromei afectează cantitatea de lumină care este absorbită de epiteliul pigmentar.

## Determinarea culorii ochilor

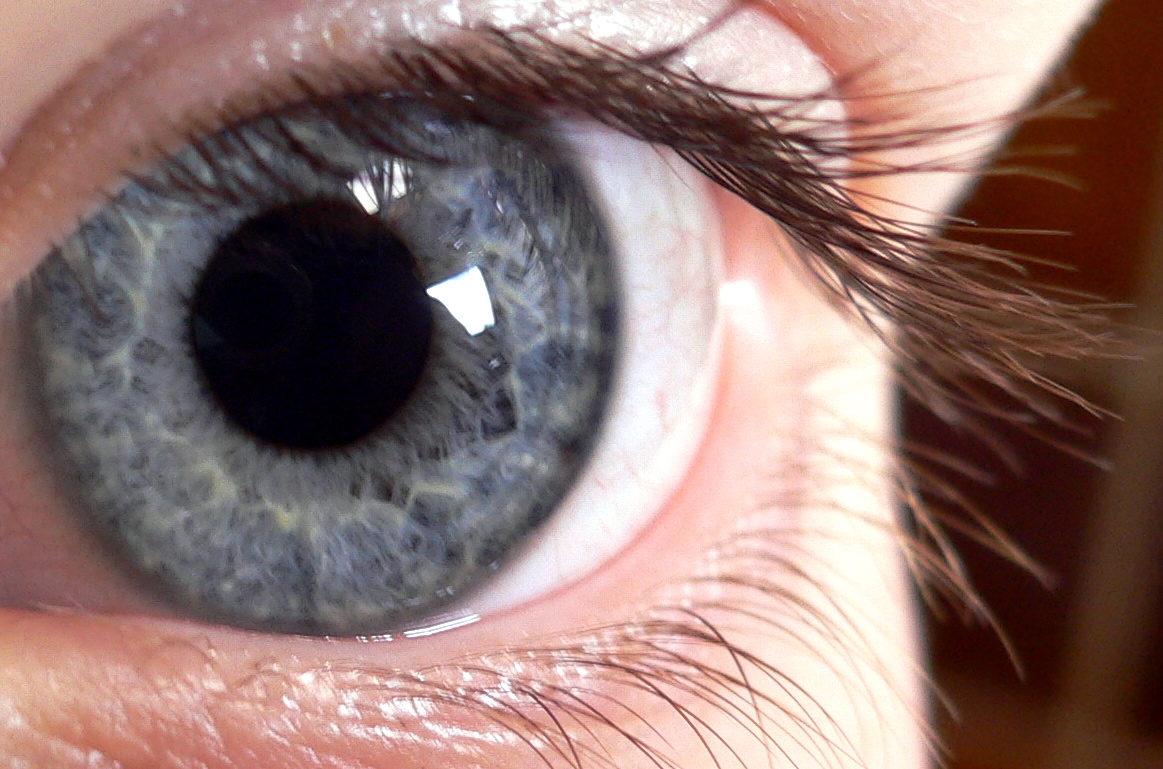
Ochi albastru

Culoarea ochilor este un caracter ereditar influențat de mai multe gene. Există două gene majore și altele minore care permit să se explice variația cromatică a ochilor la ființa umană. În prezent, la ființa umană, se cunosc mai mulți loci asociați culorii ochilor: EYCL1, EYCL2, EYCL3 și, mai recent, OCA2. Aceste gene permit să se explice cele trei tipuri de culori fenotipice ale ochilor ființei umane: negri, verzi și albaștri.

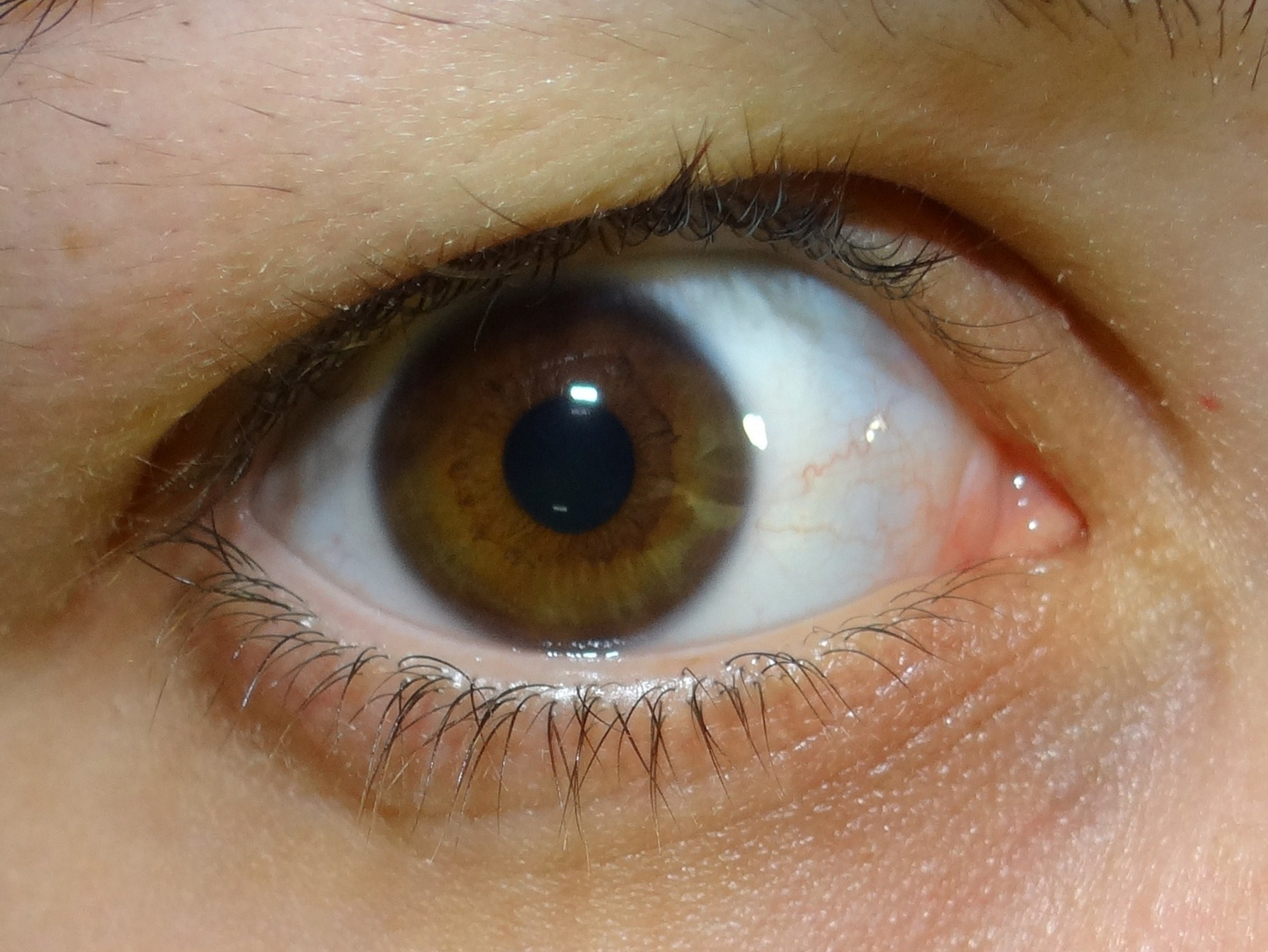
Ochi căprui

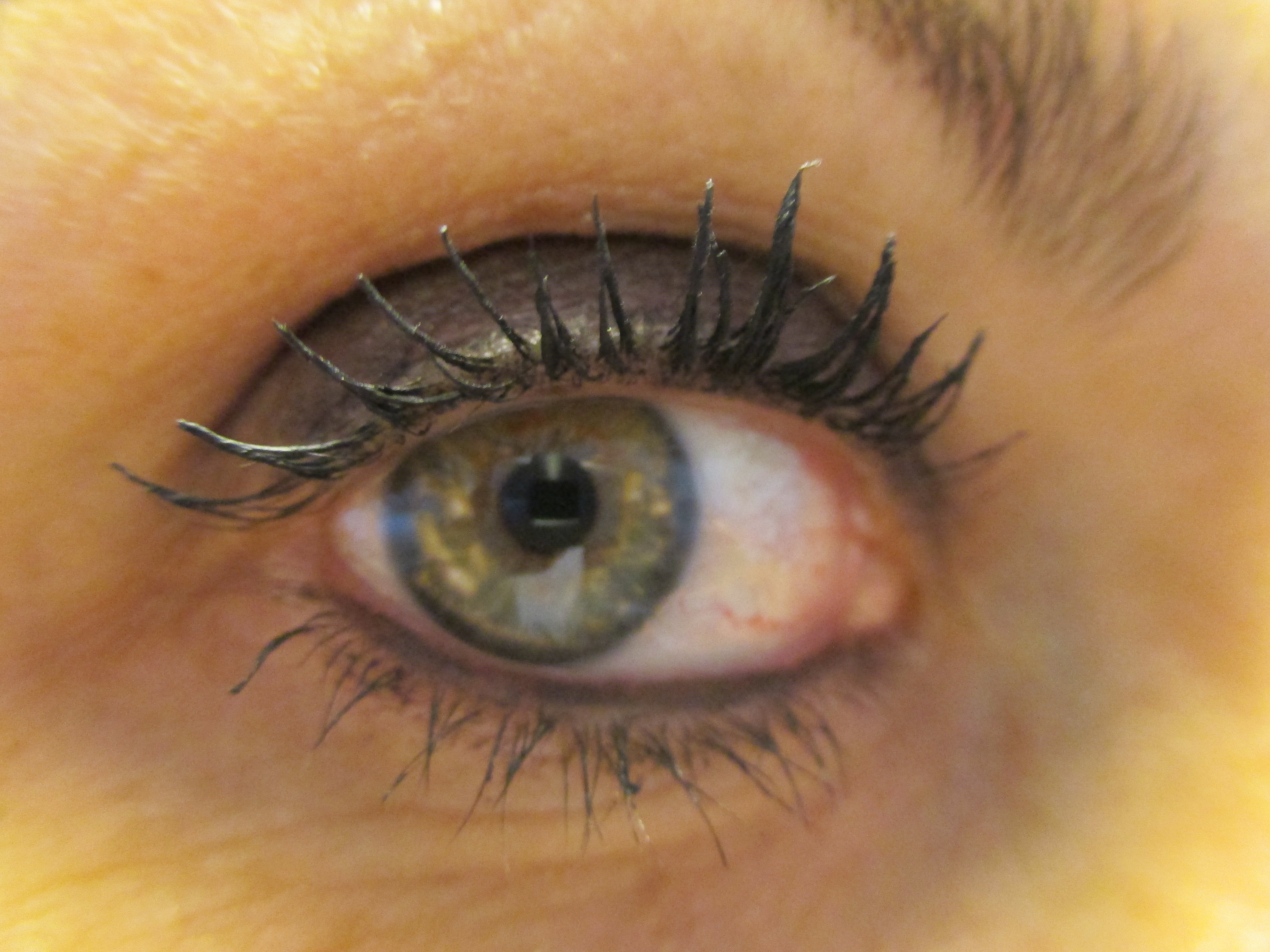
Ochi verde

Există totuși variații în fiecare caz: astfel, pot exista ochi de culoarea alunei (maro deschis „bătând” spre verde), albastru-gri, de un maro mai mult sau mai puțin intens (de la castaniu, mai degrabă european, la brun aproape negru, culorile cele mai răspândite la nivel mondial) etc. La naștere, ochii copilului de origine europeană sunt albaștri. Ei primesc culoarea definitivă în general la vârsta de 6 luni, la occidentali, dar mai devreme la populațiile cu ochii mai închiși la culoare. Cei mai mulți bebei de origine africană sau asiatică au ochii cafenii încă de la naștere.
Culoarea ochilor poate fi modificată temporar cu ajutorul lentilelor de contact colorate, fie într-un mod definitiv, de institute specializate, dar al căror procedeu ar fi riscant, după părerea unor experți în oftalmologie. Potrivit acestora, decolorarea irisului prin ședințe de laser ar putea să prezinte o supraexpunere la lumină în absența pigmenților naturali și originea posibilă a unor boli grave ale ochiului.

## Ochi albaștri

### Repartiția oamenilor cu ochi albaștri
Această repartiție nu este omogenă. Mai întâi, în Europa, se observă mari diferențe între jumătatea de Nord (Scandinavia, Regatul Unit, Islanda, Țările Baltice, Rusia de Vest), unde peste 80% din populație are ochii albaștri și unde Finlanda are procentajul cel mai ridicat din lume, în timp ce în țările mediteraneene, această proporție cade cu mult sub 20%, în pofida unei prezențe în Algeria, Turcia, Iordania, Maroc, precum și în Caucaz.

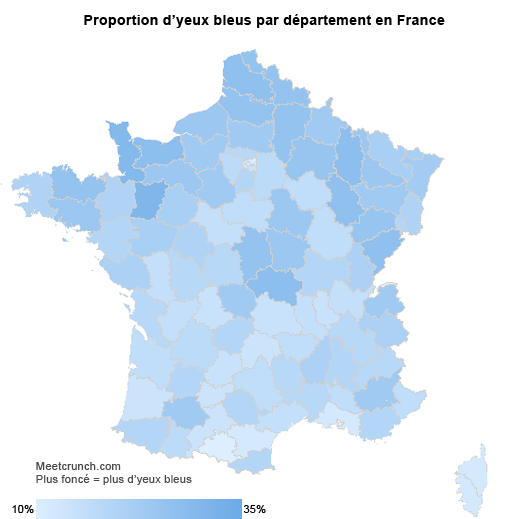
Proporția adulților cu ochi albaștri în Franța.

În Franța, au fost constatate mari variații, între departamentele frontaliere cu Germania, din Normandia și din Bretania pentru mai mult de 30-40%. Sudul Franței cunoaște rate în jur de 15-20%, cu un minim în Ariège și în Seine-St-Denis în urma unui amestec de populație deosebit de intens.

### Ochi albaștri și gene moștenite
Culoarea ochilor depinde de genele celor doi părinți. 
Culoarea cafenie fiind dominantă, un părinte având ochii de această culoare poate să fie totuși purtător al unei alele „albastre”.
În consecință, și într-un mod sintetic:
- Dacă cei doi părinți au ochii căprui / cafenii, probabilitatea ca ochii copiilor lor să aibă culoarea cafenie este de peste 70%;
- Dacă unul dintre cei doi părinți are ochii căprui / cafenii cu două alele „cafenii”, probabilitatea ca ochii copilului lor să fie cafenii este aproape sigură;[21]
- Dacă unul dintre cei doi părinți are ochii căprui / cafenii cu o alelă recesivă „albastră” și dacă celălalt părinte are ochii albaștri, probabilitatea ca ochii copilului să fie cafenii este de 50%;
- Dacă cei doi părinți au ochii albaștri, copilul va avea ochii albaștri; în practică, însă, culoarea ochilor este un caracter complex (nemendelian), iar probabilitatea ca un copil al unor părinți cu ochii albaștri să nu aibă ochii albaștri este de circa 10%. [22]

### Originea alelei „albastre”
Potrivit concluziilor unei echipe de oameni de știință danezi, ființele umane cu ochi albaștri ar fi apărut dintr-un singur și același strămos, cu 6.000 până la 10.000 de ani î.Hr., pe malul Mării Negre. Acel strămoș comun ar fi purtat o mutație genetică spontană care a făcut să dispară culoarea lor cafenie, dominantă, pentru a da culoarea „albastră”. De-a lungul timpului, mutația genetică s-ar fi răspândit în rândul populației până a devenit astăzi o particularitate cu numeroase variații: albastru-verde, verde, gri.

## Heterocromie
Când se spune despre o persoană că are ochii ceacâri semnifică faptul că are ochii de culori diferite. Această particularitate este denumită în medicină „heterocromie”.

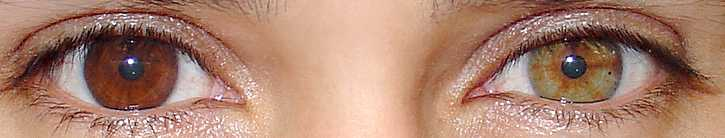
Heterochromia iridis

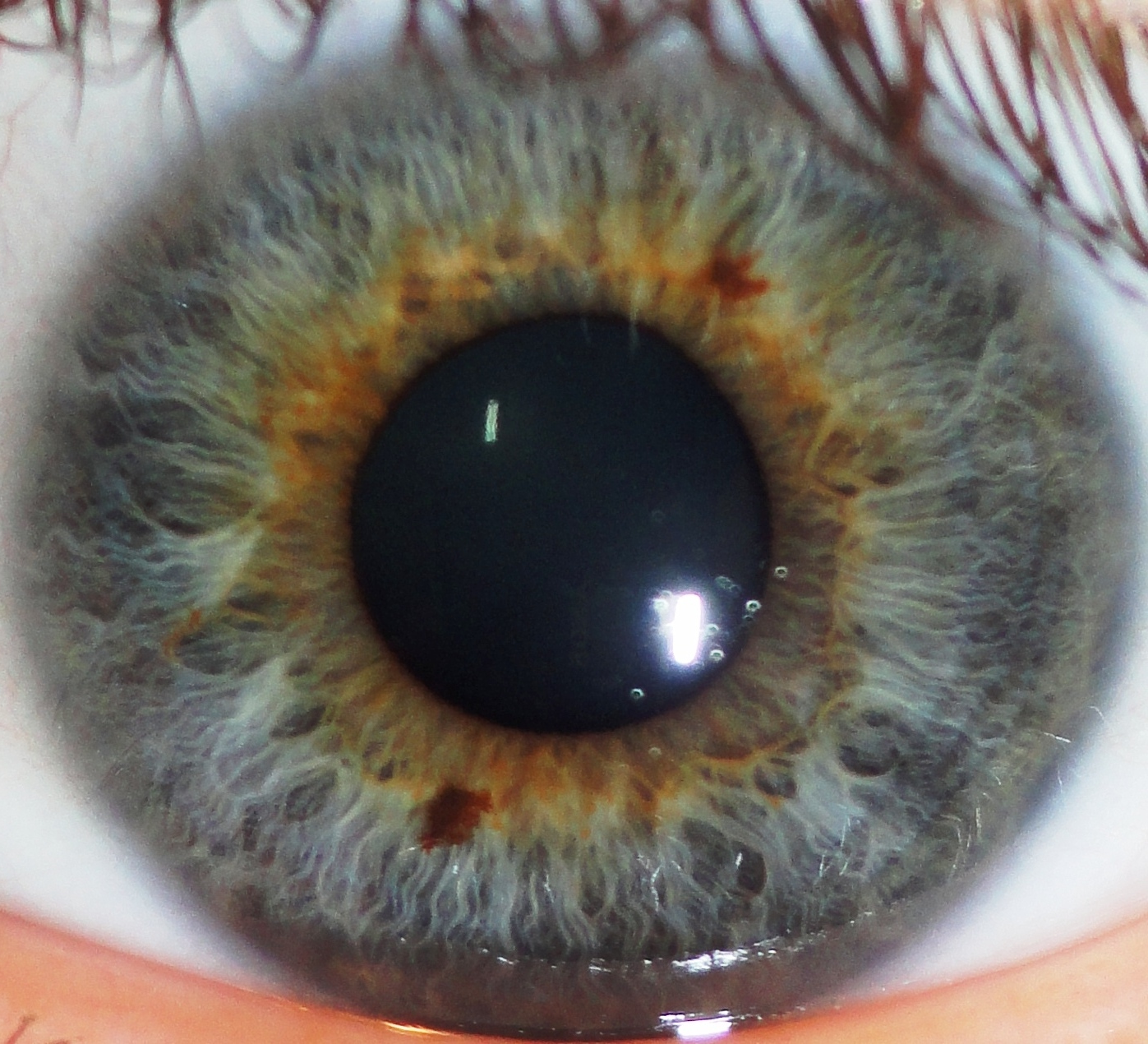
Heterocromie centrală (heterochromia iridum)

Heterocromia este o diferență de culoare între irișii celor doi ochi (heterochromia iridis) sau între părți ale aceluiași iris (heterochromia iridum).
Ea are adesea o origine genetică (ca sindromul Waardenburg), dar poate să rezulte din diferite patologii, printre care tumori sau răniri ale ochiului.

### Spectru de culori ale ochilor

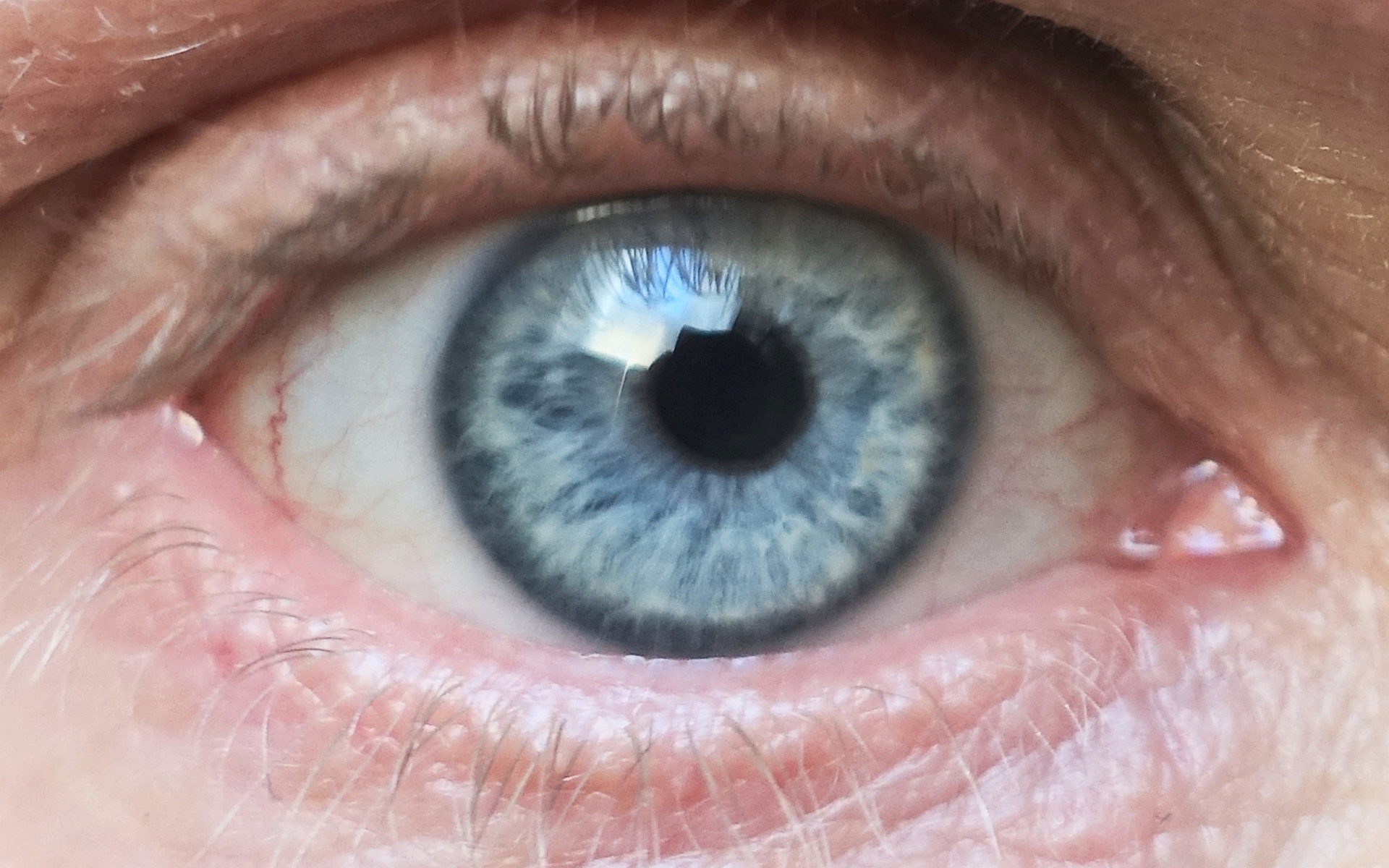
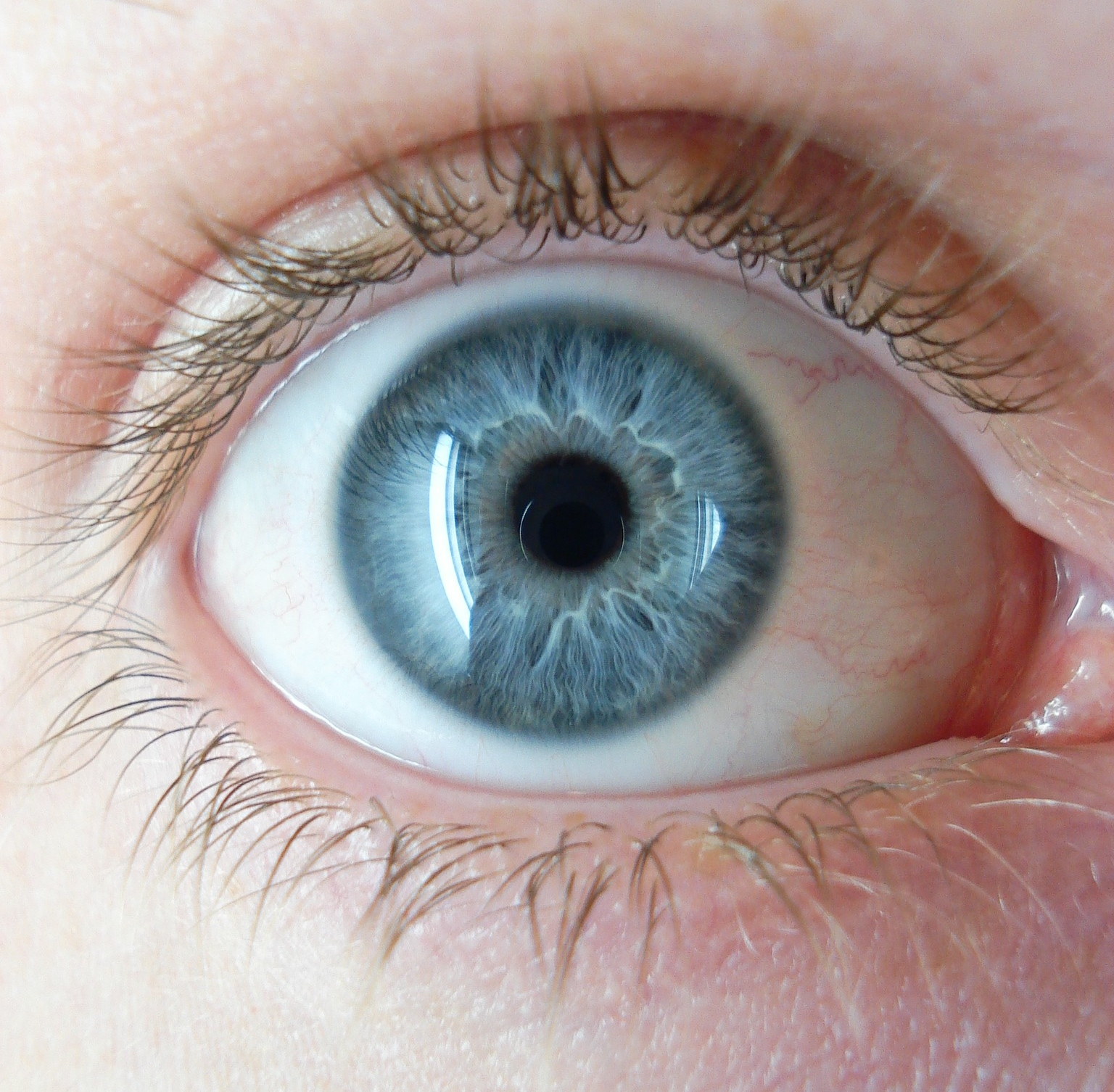
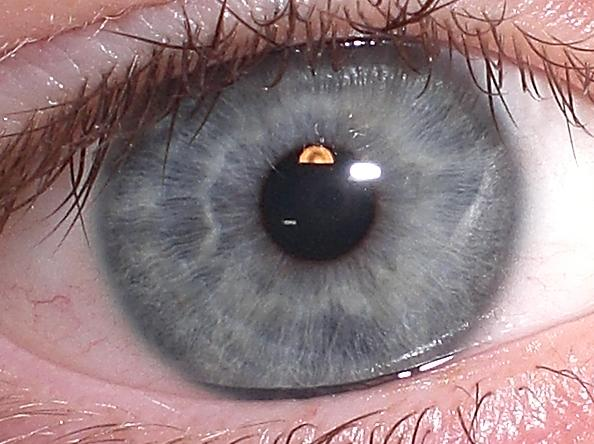
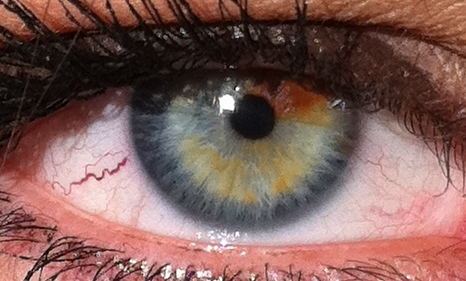
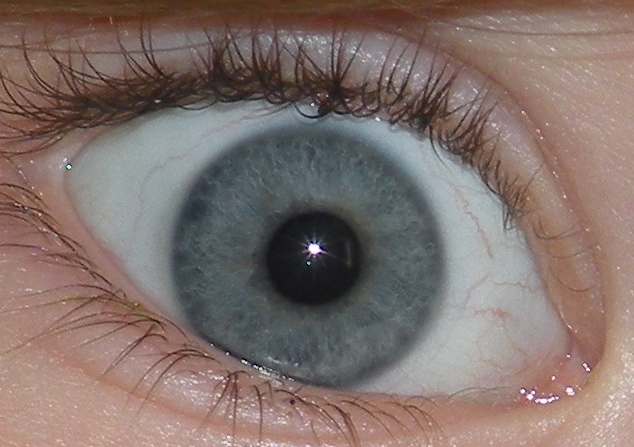
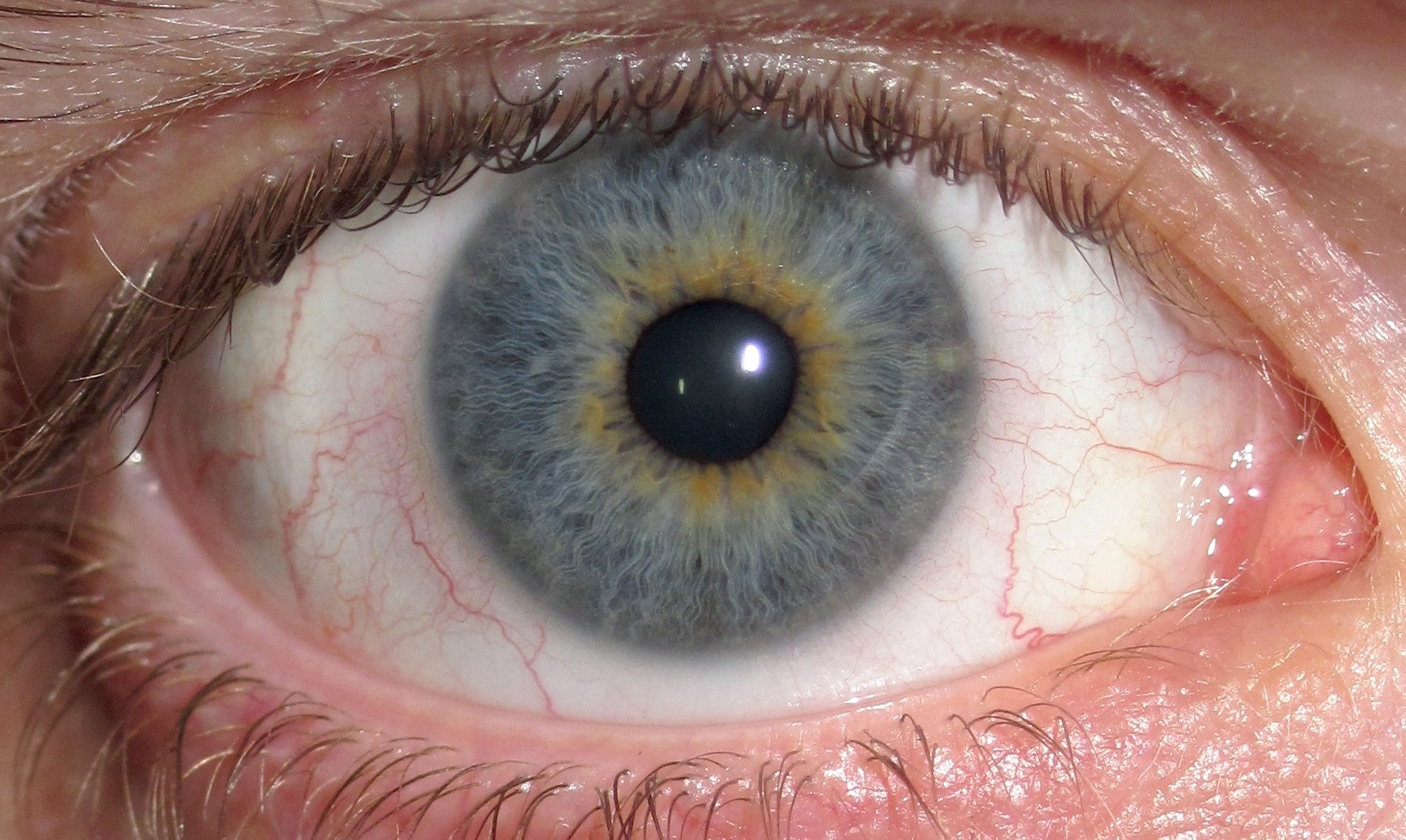
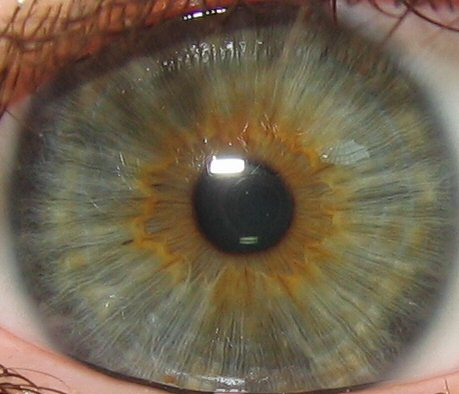
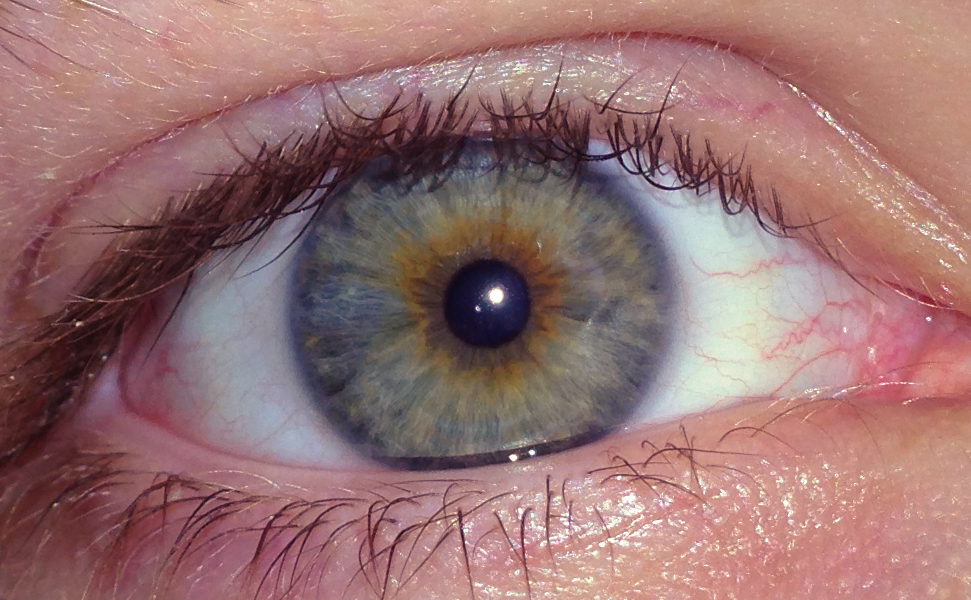
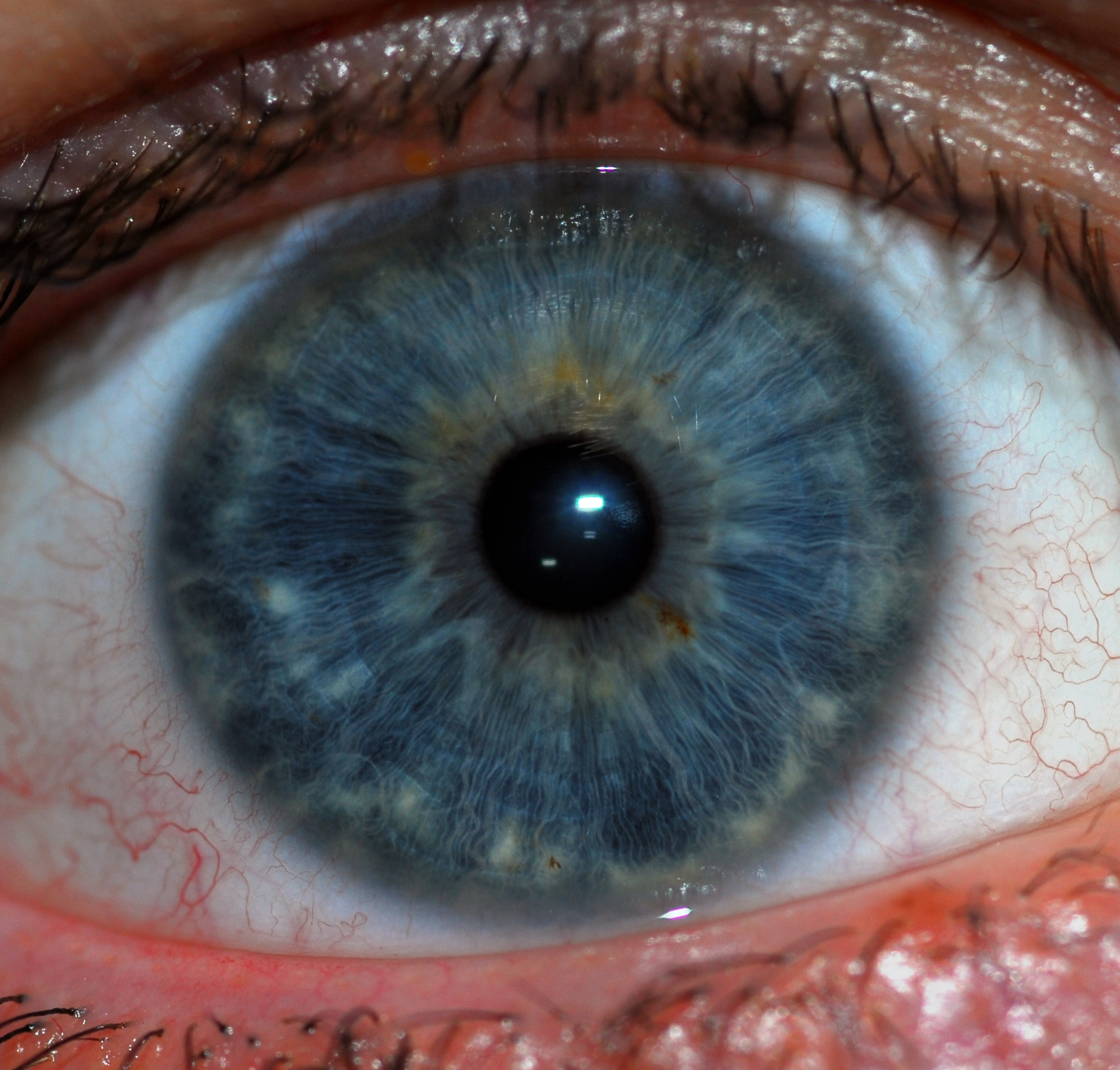
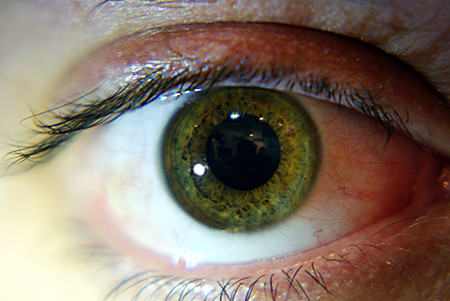
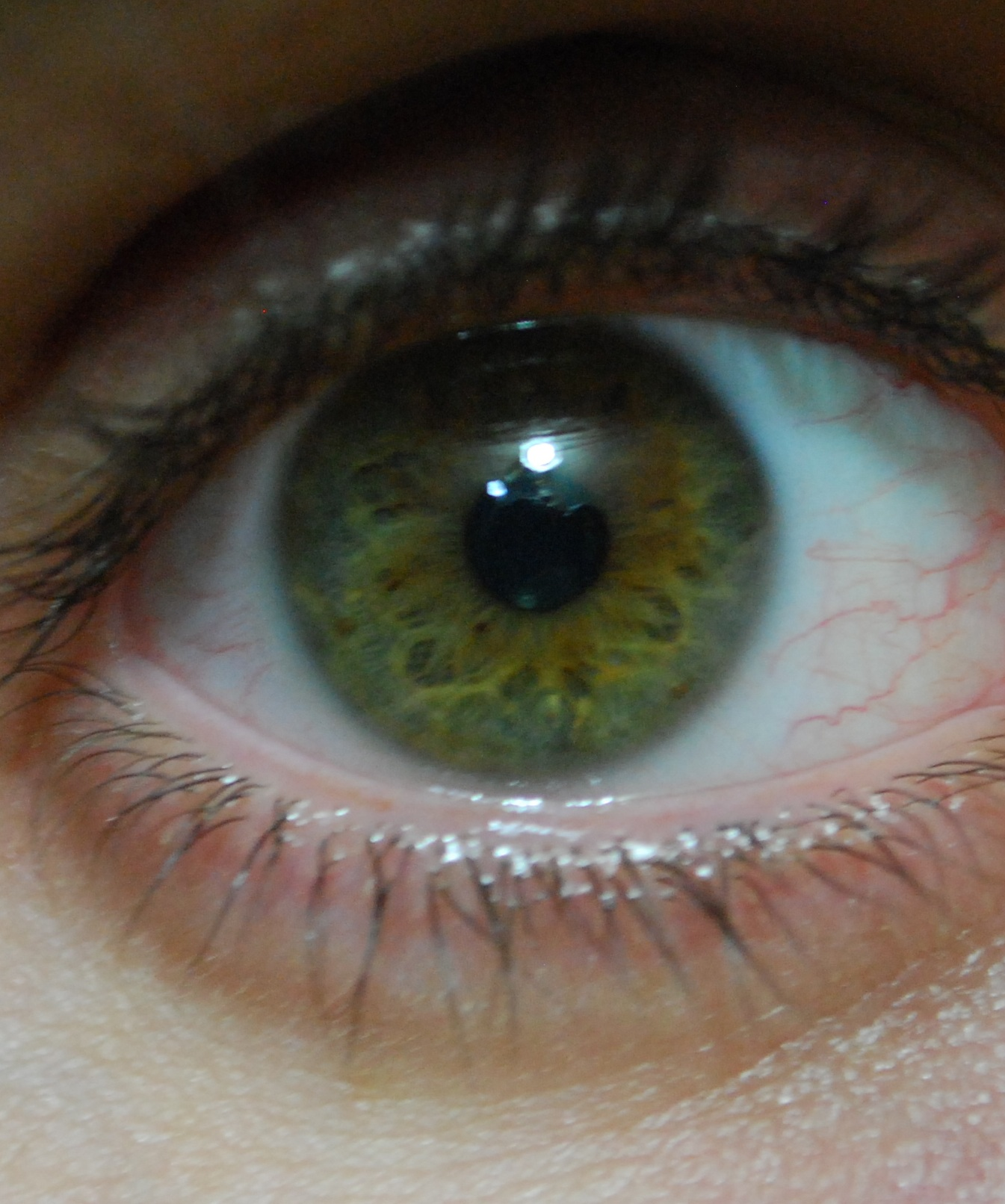
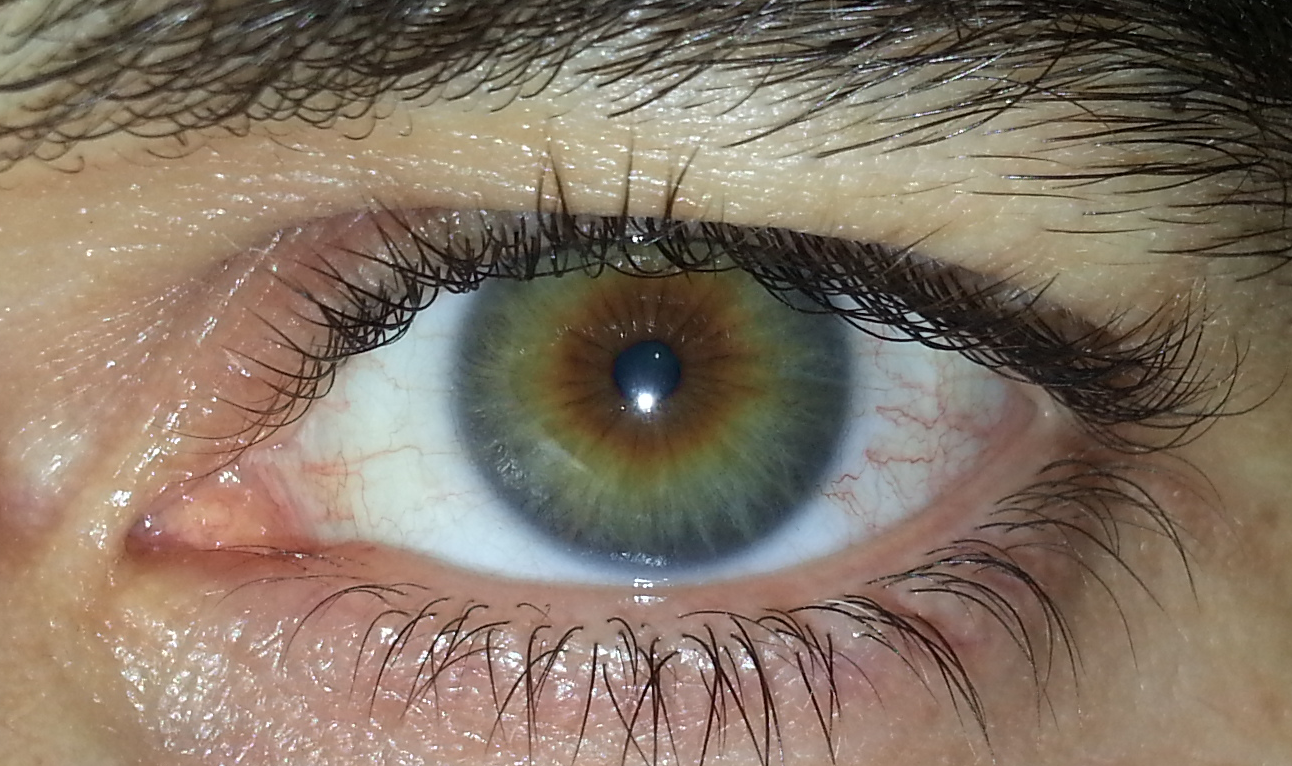
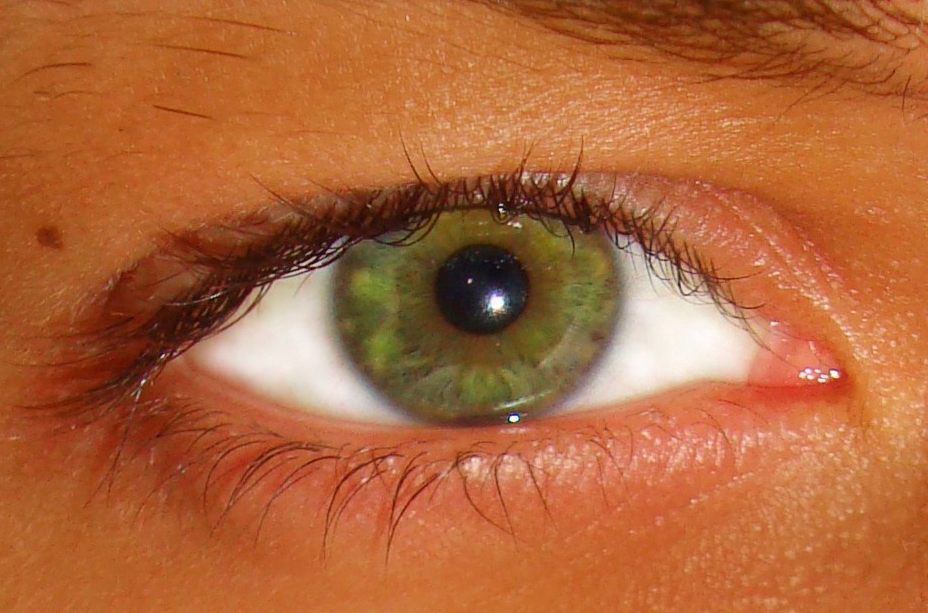
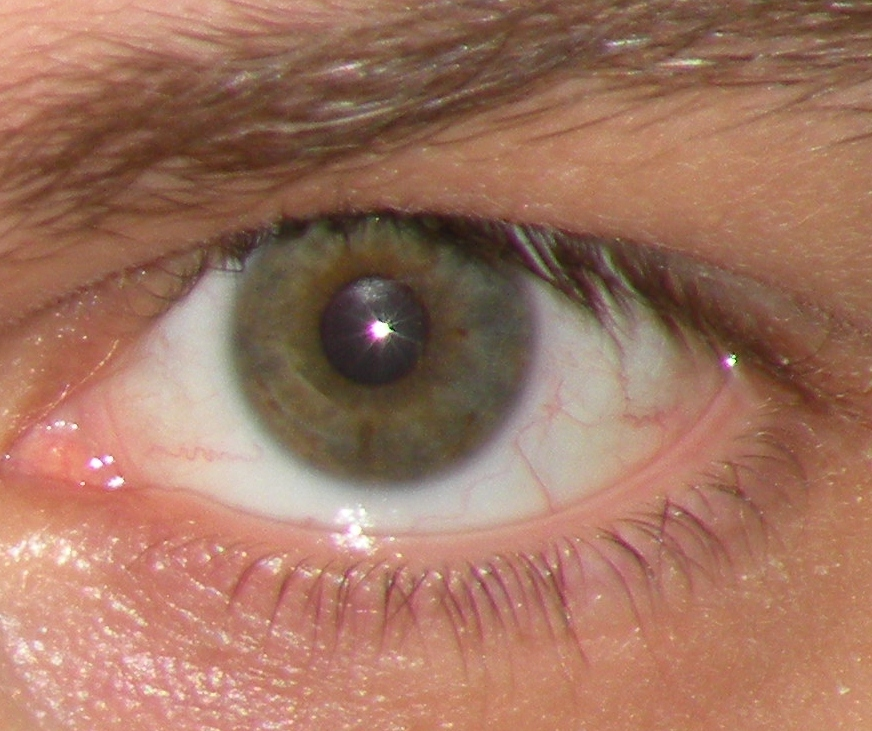
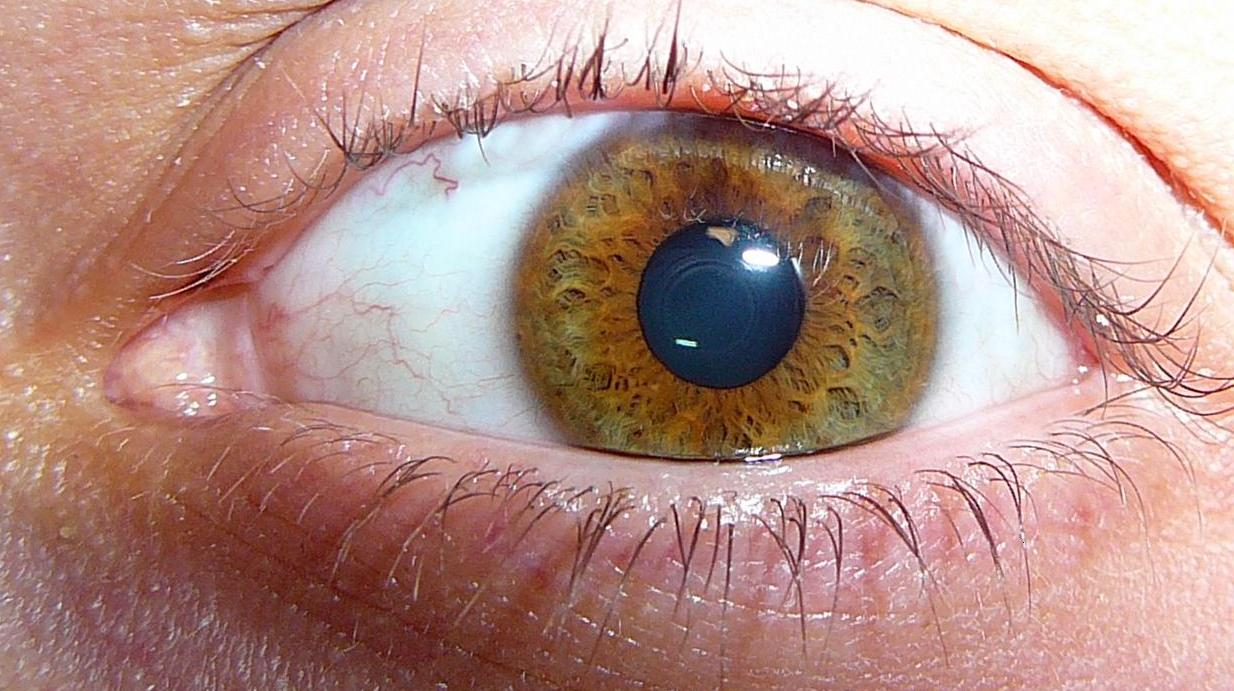
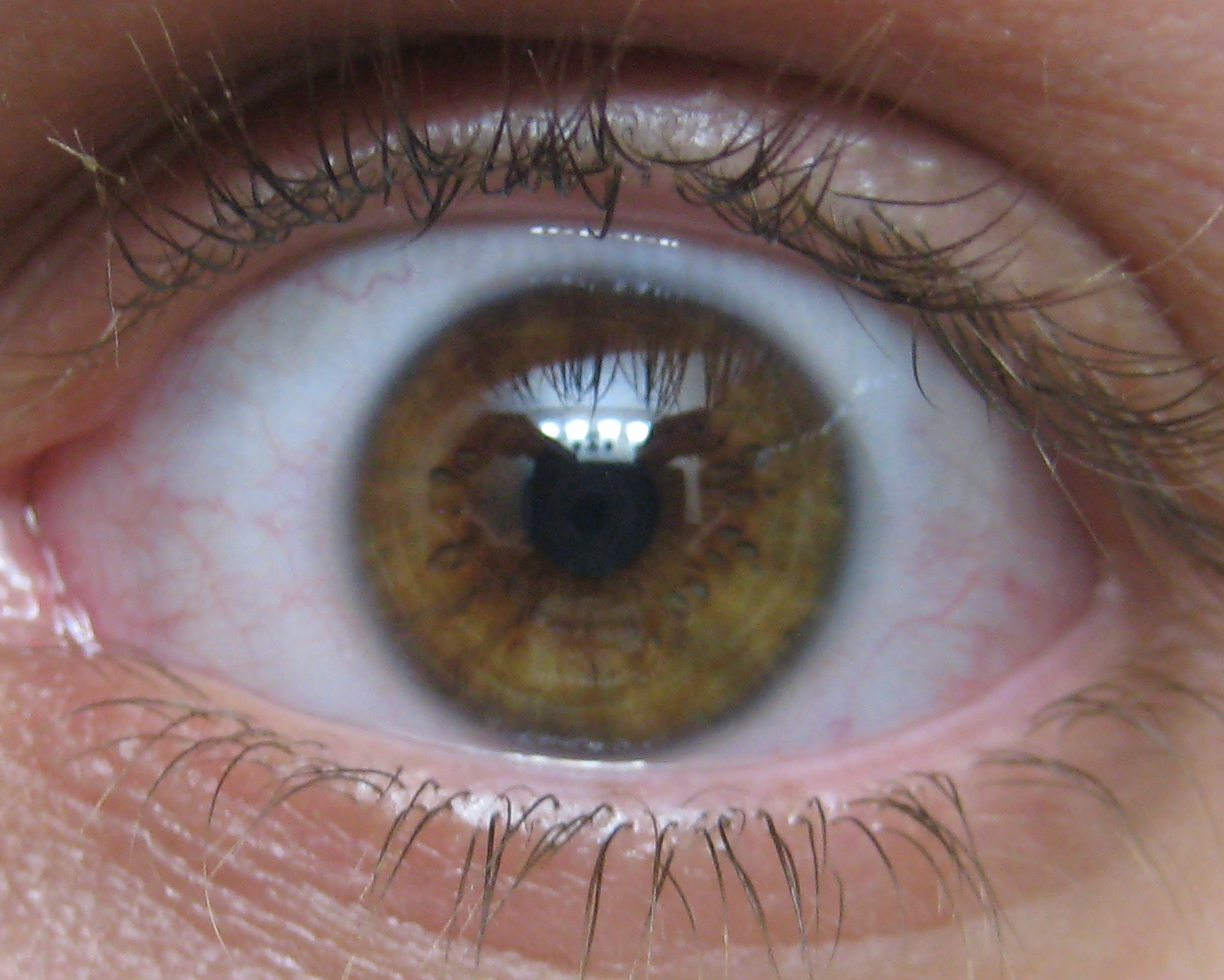
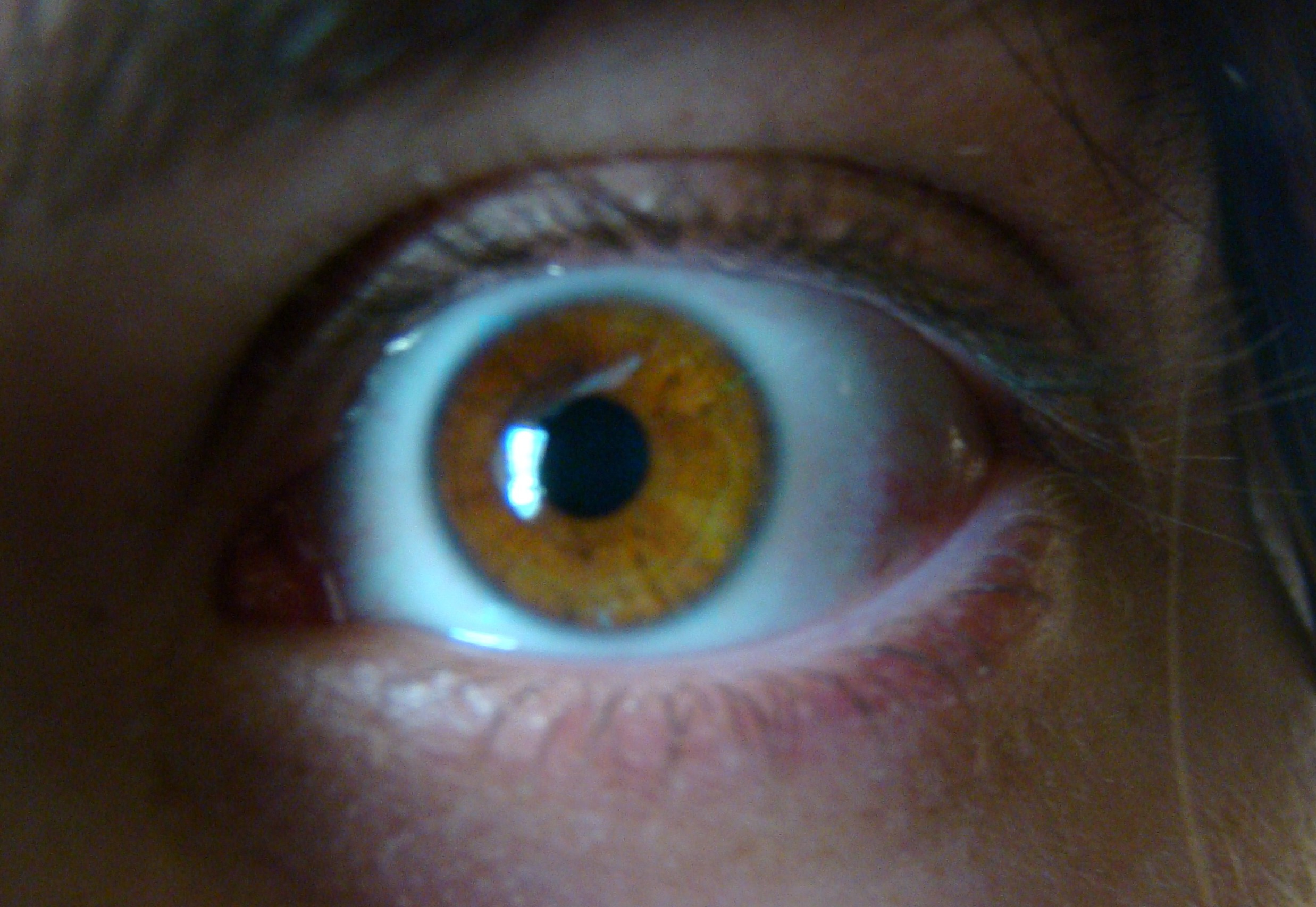
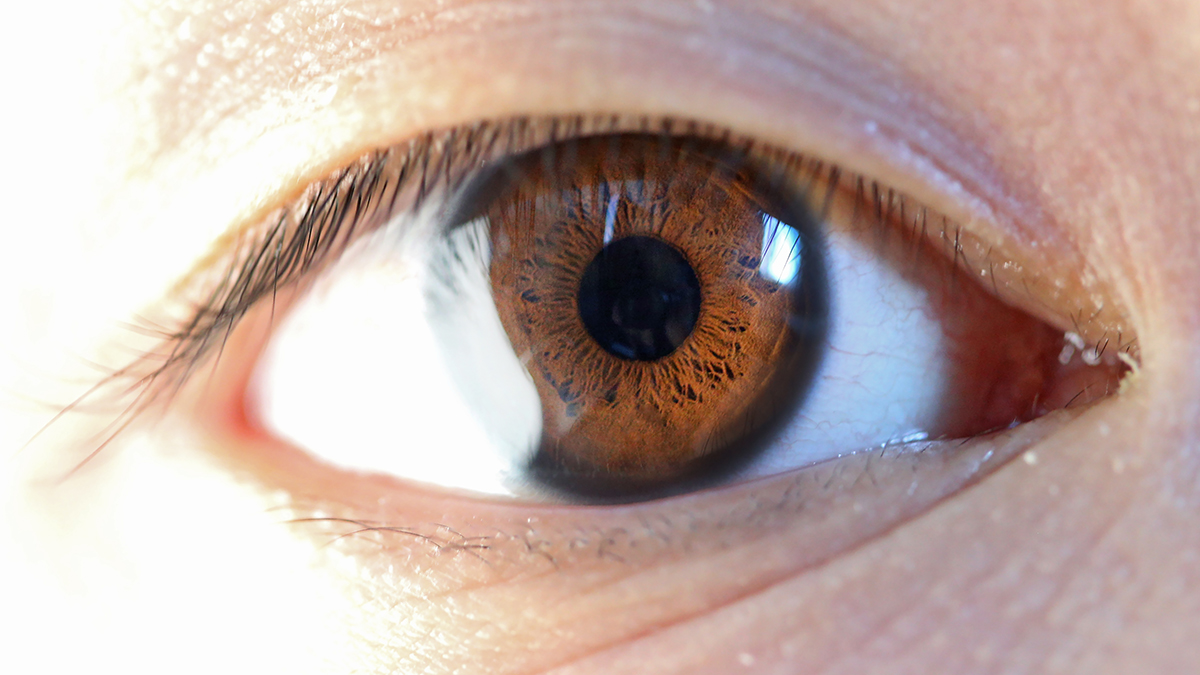
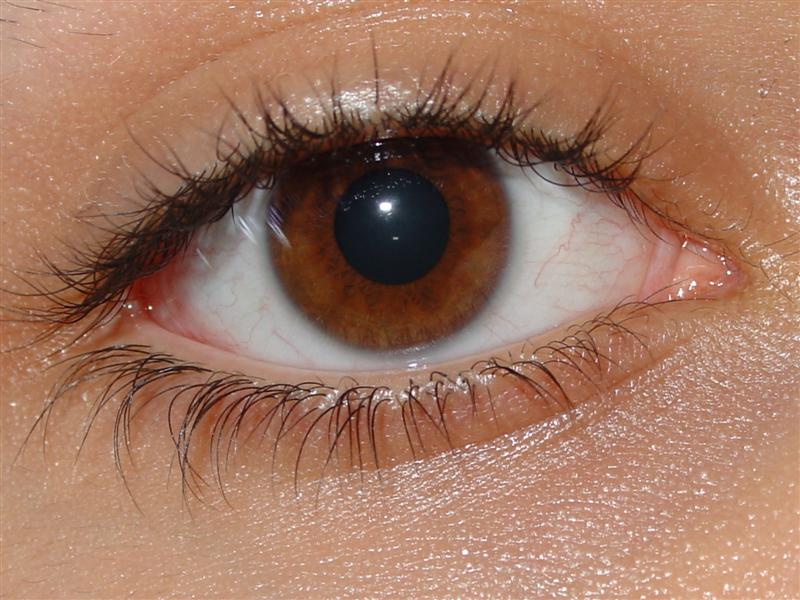
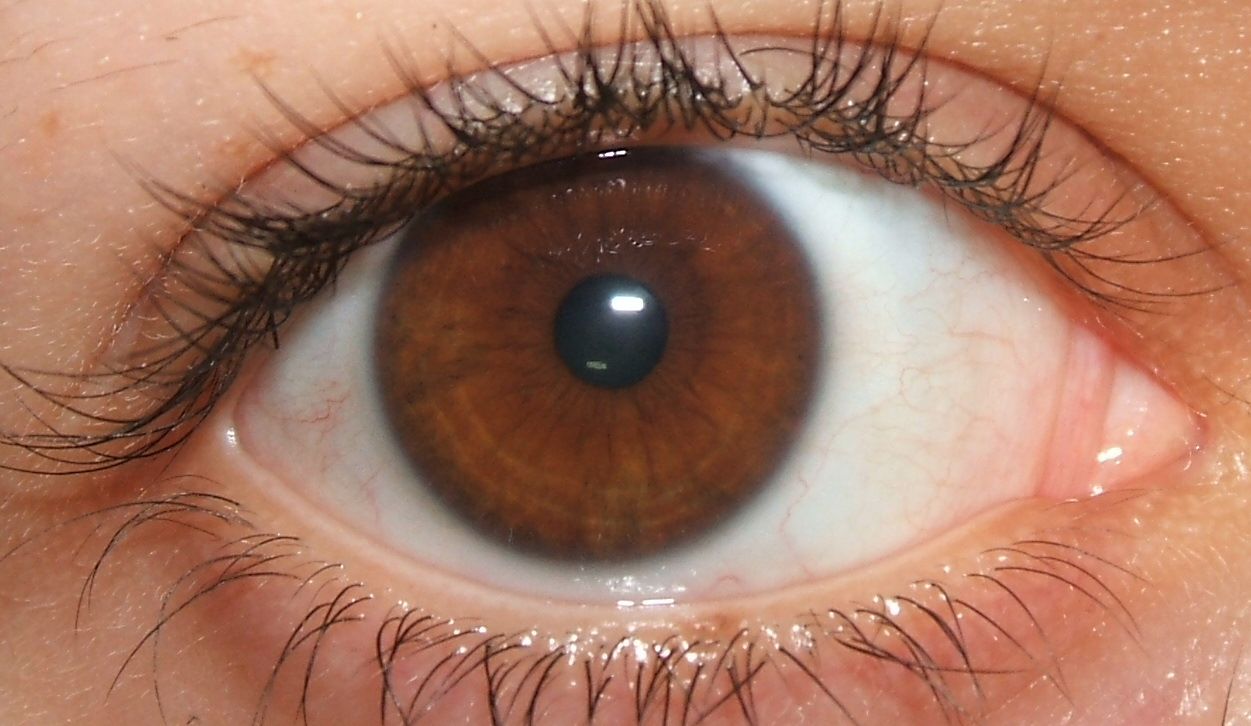
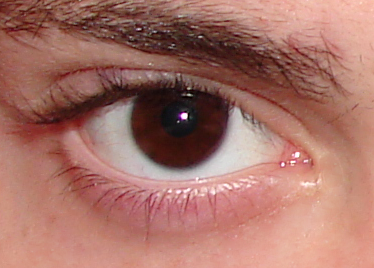
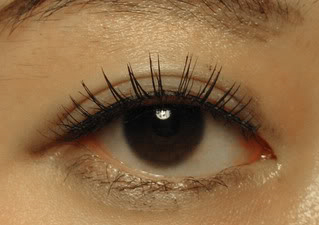